# Hyperprism
Hyperprism è una composizione di Edgard Varèse del 1923.

## Genesi e accoglienza del pubblico
Composta a New York, dal settembre 1922 al febbraio 1923, l'opera è dedicata a Nena e José Juan Tablada, poeta messicano autore di La Croix du Sud, che Varèse mise in musica nel secondo pezzo di Offrandes. La prima dell'opera avvenne il 4 marzo 1923, al teatro Klaw di New York, sotto la direzione dello stesso Varèse. L'opera ebbe un'accoglienza quantomeno controversa: alle risate e ai fischi di una parte del pubblico si mescolarono i fragorosi applausi dell'altra e il teatro "si divise in due gruppi impazziti, uno che fischiava la musica e l'altro che fischiava i fischiatori". Carlos Salzedo, presente in sala, si alzò per calmare il pubblico urlando che "questa è [musica] seria!" Mentre parte del pubblico chiedeva il bis, alcuni spettatori raggiunsero l'uscita dove avvennero alcuni scontri. Alla fine della seconda esecuzione, il compositore Carl Ruggles, anch'esso presente in sala, guadagnò il palco per dire al pubblico che "le persone a cui non piace questo, ne dovrebbero stare alla larga". Una tale accoglienza era una novità per il mondo musicale americano, tanto che il compositore e critico Virgil Thomson lo definì "il primo scandalo di New York di dimensione europea".
Ciononostante il direttore d'orchestra Leopold Stokowski ne prese le difese e la eseguì più volte nel corso del solo anno 1924: il 7 e l'8 novembre a Philadelphia e il 16 dicembre alla Carnegie Hall.
Il 30 luglio 1924, a Londra, Eugene Aynsley Goossens alla testa della Wireless Symphony Orchestra ne diede la prima esecuzione europea in un concerto speciale dal titolo "From Bach to Varèse", insieme alla prima della Berceuse tratta da L'uccello di fuoco di Igor' Fëdorovič Stravinskij. La BBC registrò e trasmise il concerto, cosa all'epoca non troppo frequente per un compositore contemporaneo non britannico. L'editore britannico Curwen, presente alla prima di New York, decise di pubblicare il manoscritto, facendo così di Hyperprism la prima opera pubblicata di Varèse.

## Descrizione dell'opera
Hyperprism è il primo di una serie di brani di Varèse evocanti le scienze: Intégrales, Density 21.5, Ionisation, Espace.
L'idea di Varèse era di trasporre musicalmente l'effetto che il prisma ha su un fascio luminoso: cercare di ottenere un effetto di diffrazione separando i componenti del suono: attacchi, risonanze, frequenze, durate e intensità.
L'organico mette in luce caratteristiche del processo compositivo:
la scelta di percussioni unicamente ad altezza indeterminata rinforza l'opposizione con gli strumenti ad altezza determinata, i fiati, creando due piani distinti che si contrappongono, si scontrano o si coniugano.
Gli strumenti a fiato coprono un spettro largo ed equilibrato: l'ambitus totale utilizzato in Hyperprism copre più di 6 ottave, dal fa0 al sol6 nella notazione scientifica dell'altezza.
Con la loro potenza sonora gli ottoni sono incaricati di contrastare la percussione: a loro sono affidate le parti principali. Viceversa, i legni hanno un ruolo essenzialmente di colorazione armonica e timbrica rinforzando le frequenze nel registro acuto dello spettro.
La percussione acquista un'importanza mai sentita all'epoca: viene trattata, per la prima volta nella storia della musica, allo stesso modo delle altre famiglie di strumenti.
La sirena, primo passo verso la musica elettronica, non è adoperata per ragioni aneddotiche o per produrre insoliti effetti. Diceva di essa Varèse: "è sorprendente osservare come il suono puro, privo di armonici, conduca a una reinterpretazione della qualità delle note musicali che gli stanno intorno. Si può dire che l'uso del suono puro in musica abbia sulle armonie l'effetto che un prisma ha sulla luce pura, quello cioè di produrre una scomposizione e una varietà di vibrazioni inaspettate”.

## Organico
L'orchestra di Hyperprism è costituita da 18 musicisti: 9 per i fiati e altrettanti per le percussioni.
In dettaglio la partitura richiede:
- 1 flauto traverso (alternato con l'ottavino)
- 1 clarinetto piccolo
- 3 corni
- 2 trombe in Do
- 1 trombone tenore
- 1 trombone basso
- 9 percussionisti per 16 strumenti:
  - rullante
  - tamburo indiano
  - grancassa (grave)
  - tamburello basco
  - piatto cinese (grande)
  - piatti China
  - gong
  - triangolo
  - incudine
  - frusta
  - 2 temple block (acuto e grave)
  - 2 raganelle di diverse dimensioni
  - sonagli
  - sirena

## Struttura
Da un punto di vista globale la struttura di Hyperprism può essere vagamente ricondotto a uno schema di tipo ABA' (esposizione-sviluppo-ripresa), tipico della forma-sonata, e ulteriormente diviso in nove sezioni distinte. Questa idea di forma bitematica tripartita nasce dalla presenza di due sezioni contrastanti fra di esse e da un'evidente ripresa della prima di esse. Tuttavia il richiamo alla forma-sonata può non essere intenzionale e resta comunque insufficiente per la comprensione dell'opera.